# Olof Verelius

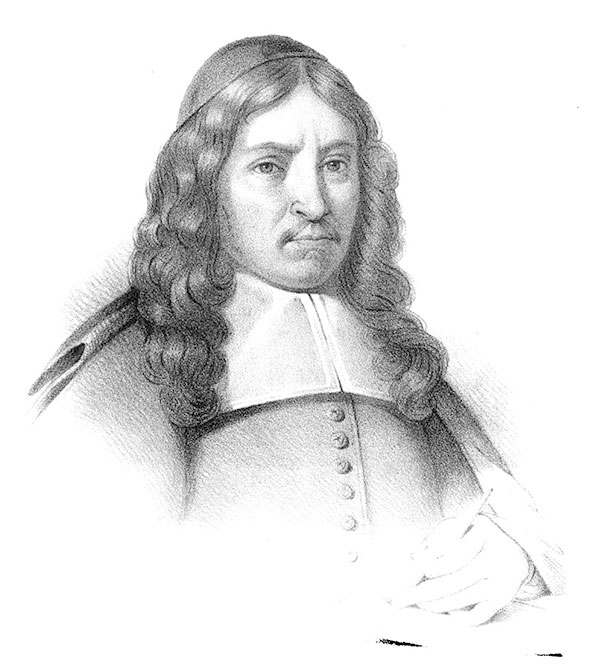
Olof Verelius

Olof Verelius (auch: Olaus Verelius; * 12. Februar 1618 im Kirchspiel Häsleby, Jönköpings län; † 3. Januar 1682 in Uppsala) war ein schwedischer Sprach- und Altertumsforscher.

## Leben
Verelius war der Sohn des Pastors Nicolaus Petri Ingatorpensis († 1661) und dessen Frau Botillda (oder Bothilda) Olofsdotter. Er nahm aber in jungen Jahren den Namen „Verelius“ an. Die Eltern lebten vor seiner Geburt in der kleinen Ortschaft Ingatorps församling im Bistum Linköping in der Gemeinde Eksjö. Sein Vater arbeitete ab 1623 als stellvertretender Pfarrer in der „Ingatorps kyrka“ und unterstützte bis 1627 seinen erblindeten Vorgänger.
Verelius besuchte im Alter von 12 Jahren eine Schule in Linköping, studierte 1633 an der Hochschule in Dorpat und 1638 in Uppsala. Axel Oxenstierna stellte ihn als Lehrer für junge Adlige an, so dass er den jungen Grafen Kagg und zwei Grafen aus dem Hause Posse. Mit dieser Bereiste er 1648 bis 1650 das Ausland. Sie besuchten unter anderem Leiden und Paris.
Wieder in Schweden verfasste er das Werk Epitomarum Historiæ Svio-Gothicæ libri quattuor et Gothorum extra patrium gestarum libri duo. (1682), in welchem eine sehr patriotische Sicht der schwedischen Vorzeit hervortritt. Das Buch wurde 1730 veröffentlicht und durch sein tadelloses Latein als Lesebuch für den Lateinunterricht verwendet. Verelius wurde 1652 zum Professor für Rhetorik in Dorpat ernannt, trat aber diese Stelle nie an, da er 1653 die Stelle eines Rentmeisters der Akademie in Uppsala erhielt, die er bis 1679 innehatte. 1662 wurde er auf Vorschlag von Magnus Gabriel De la Gardie auf den eigens für ihn eingerichteten Lehrstuhl für „Schwedische Altertümer“ berufen. Dort war es seine Aufgabe sich mit den Altertümern des Vaterlandes vertraut zu machen, alten Schriften und Denkmäler zu studieren und alles zusammenzutragen, was was dazu beitragen könne die Geschichte der Antike zu begreifen und herauszufinden, was in alten Zeiten berühmt geworden ist, um die Jugend darin zu unterrichten.
1666 wurde er Reichsarchivar und Assessor im Altertumskollegium. 1675 schied er aus diesem Amt aus und übergab die Stelle des Landesantiquars an seinen Stiefsohn Jakob Reenhielm. 1679 wurde er Universitätsbibliothekar unter Beibehaltung seiner Professur. 1671 und 1680 amtierte er als Rektor der Universität.
Im Jahr 1658 heiratete er Anna Isthmenia, der Witwe des Rektors Isa[a]k Isthmenius der Universität Uppsala. Sie brachte ihren Sohn Jakob Istmen Reenhielm mit in die Ehe. Teilweise wird er auch als Johann Istmen Renhjelm bezeichnet.
In seinem Testament verfügte Verelius, dass hinterlassenen Bücher und Papiere unter seinem Stiefsohn Jakob Istmen Reenhielm und seinen anderen Verwandten aufgeteilt werden sollten. Es gab jedoch ein paar Ausnahmen. Das Lexicon Scandicum und die Thomae Sagu, die auf altem Pergament verfasst waren, wurden der Bibliothek Uppsala gespendet. Einige unvollständige handschriftliche Werke wurden an seinen Freund Olof Rudbeck weitergegeben, den er gemeinsam mit den Professoren Andreas Norcopensis (Andreas Nordenhielm) und Anders Spole zu seinen Testamentsvollstreckern ernannte.

## Wirken
Seit Jón Rugmann viele isländische Handschriften nach Uppsala gebracht hatte, befasste sich Verelius intensiv mit der altnordischen Sprache und den Altertümern. Sein Pflichtbewusstsein paarte sich mit fachlicher Strenge und Unverträglichkeit sowie Intoleranz. Dies führte in den Jahren 1672 bis 1681 zu einem erbitterten Gelehrtenstreit zwischen ihm und seinem Kollegen und früheren Freund Johannes Schefferus. Bei dem sieben Jahre andauernden Streit ging es um die Lage des heidnischen Tempels von Uppsala. Verelius ging von einem uralten Wissen der Vorfahren aus, während Schefferus mehr historisch-kritisch argumentierte. Keiner der beiden wollte von seiner Meinung abweichen. Um den Disput zu beenden, erließ der schwedische Könige ein Verbot für Verelius, dass ihm untersagte weitere Schriften zu diesem Thema zu verfassen. Dieses ließ er ihm durch seinen Kanzler Magnus Gabriel De la Gardie übermitteln. Daraufhin beklagte sich Olof Rudbeck, der damalige Rektor der Universität, in einem Brief am 24. Mai 1677 beim Kanzler, und bat ihn das Verbot rückgängig zu machen. Sein Ersuchen blieb erfolglos.
Immerhin hatte diese Auseinandersetzung auch etwas Gutes. Denn sie führte zu den Anfängen einer wirklichen, wissenschaftlichen Methode in der heimischen Geschichtsforschung. Als Historiker gehörte er aber eher der alten Schule an, die weniger die Wahrheit als die eingebildete Ehre des Vaterlandes suchten.

## Werke (Auswahl)
- Olai Vereli manuductio compendiosa ad runographiam Scandicam antiquam, recte intelligendam. En kort underwijsning om then gambla sweagotha runaristning. Henricus Curio, Uppsala 1675 (Latein, archive.org).
- mit anderen: Lexicon Islandicum Sive Gothicæ Runæ vel Lingvæ Septentrionalis Dictionarium. 1683 (archive.org).
- Olof Rudbeck (Hrsg.): Index linguæ veterìs scytho-scandicæ sive gothicæ. Uppsala 1691.

Übersetzungen
- mit Johannes Scheffer: Gothrici et Rolfi Westrogothiae regum historia lingua antiqua gothica conscripta. Henricus Curio, Uppsala 1664 (archive.org).
- Oddur Snorrason: Itt Stycke Af Konvng Olaf Tryggjasons Saga. Henricus Curio, Uppsala 1665 (archive.org).
- Herrauds och Bosa saga. Henricus Curio, Uppsala 1666 (archive.org, gewidmet Magnus Gabriel De la Gardie).
- Hervarar saga ok Heiðreks. 1672.